# Z 36
Z 36 war ein Zerstörer des Typs 1936 B (Mob) der deutschen Kriegsmarine.

## Baugeschichte
Die Auftragserteilung für Z 36 erfolgte am 17. Februar 1941. Z 36 war das zweite Zerstörer des Typs 1936 B (Mob). Er wurde beim Werk Weser der Deschimag in Bremen erbaut. Der Zerstörer war eine weitere Variante des Zerstörers 1936. Der Typ 1936 B (Mob) war also keine Neuentwicklung, sondern entsprach weitgehend den Vorgängertypen.
Wesentliche Änderung beim Typ 1936 B (Mob) war die Rückkehr von 15-cm- zu 12,7-cm-Schnellfeuergeschützen.

## Einsatzgeschichte
Die Indienststellung von Z 36 erfolgte am 19. Februar 1944. Mitte 1944 wurde der Zerstörer kriegsbereit.
Am 28. Juni 1944 gehörte Z 36 zum Kriegsschiffverband aus den Zerstörern Z 25, Z 28, Z 35 und dem Schweren Kreuzer Lützow, die zum Unternehmen Tanne West, der Besetzung der Aalandinseln, aufgefahren waren, im Falle eines Kriegsaustrittes von Finnland, aber da Finnland weiter an der Seite Deutschlands im Krieg blieb, wurde das Unternehmen abgebrochen.
Am 30. Juli und 1. August 1944 beschoss Z 36 gemeinsam mit den Zerstörern Z 25, Z 28 und Z 35 sowjetische Stellungen auf der Insel Ösel, an der Küste von Kurland und in Tukkum.
Am 5. August geleiteten die Zerstörer den Schweren Kreuzer Prinz Eugen zur Beschießung von sowjetischen Zielen auf Ösel und am 19., 20. und 21. August für Beschießungen an der Küste von Lettland, als die Kampfgruppe II unter Vizeadmiral Thiele mit der Prinz Eugen, den Zerstörern Z 25, Z 28, Z 35, Z 36 und den T-Booten T 23 und T 28 in die Landkämpfe gegen die sowjetischen Spitzen am Rigaer Meerbusen bei Tukkum eingriff. Mit Unterstützung der Schiffsartillerie wurde eine Landverbindung zur abgeschnittenen Heeresgruppe Nord wiederhergestellt.
Am 14. September liefen T 23, T 28 und die Zerstörer Z 25, Z 28 und Z 36 nochmals in den Finnischen Meerbusen und erreichten am 15. September Reval. Am 16. September geleiteten Z 28 und Z 36 das mit Flüchtlingen beladene aus Baltischport kommende Passagierschiff Monte Rosa nach Gotenhafen.
Im September 1944 sicherten die Zerstörer auch weiterhin Geleite mit Wehrmachtstruppen von Finnland und Reval nach Westen.
Vom 10. bis zum 15. Oktober 1944 beschoss Z 36 als Teil der Kampfgruppe II, auch Kampfgruppe Thiele genannt, mit den Schweren Kreuzern Prinz Eugen und Lützow sowjetische Landziele unter anderem zur Verteidigung der Städte Libau und Memel und der deutschen Stellungen auf der Halbinsel Sworbe.
Am 15. Oktober waren Z 35 mit Z 36 zur Sicherung des Leichten Kreuzers Leipzig und der Prinz Eugen beordert, da durch das schwere Rammen der Prinz Eugen in die Leipzig hinein vor Gotenhafen beide Schiffe zeitweise verkeilt und bewegungsunfähig im Wasser lagen.
Zwischen dem 20. und 24. November waren die Zerstörer mit den Schweren Kreuzern Admiral Scheer und Prinz Eugen auf Fahrt, um sowjetische Stellungen während der Evakuierung der Halbinsel Sworbe zu beschießen.
Am 9. Dezember 1944 fuhr Z 36 als Boot der 6. Zerstörerflottille mit den Zerstörern Z 35, Z 43 und den Torpedobooten T 23 und T 28 aus Gotenhafen aus zum Minenlegen bei Reval. In der Nacht zum 12. Dezember 1944 sollten die Kriegsschiffe dort eine offensive Minensperre legen. Bei sehr schlechtem Wetter waren auf dem Marsch genaue Standortbestimmungen nicht möglich, und Z 35 und Z 36 liefen in dichtem Nebel auf eine deutsche Minensperre und sanken nordöstlich von Reval. Nur 87 Besatzungsangehörige wurden gerettet, mehr als 540 Mann starben. Die verbliebenen deutschen Kampfschiffe liefen mit ihren Minen zurück nach Gotenhafen.

## Kommandant
Korvettenkapitän Lothar Freiherr von Hausen, ehemaliger Kommandant des Zerstörers Z 6 Theodor Riedel